# Џоун Мондејл
Џоун Мондејл енгл. Joan Mondale (Јуџин, 8. август 1930 — Минеаполис, 3. фебруар 2014) била је уметница, писац, супруга 42. потпредседника Сједињених Држава Волтера Мондејла и друга дама Сједињених Америчких Држава.

## Породица и образовање
Џоун је рођена у Јуџину, у америчкој савезној држави Орегон. Имала је две сестре, а њен отац је био Џон Максвел Адамс, свештеник у презвитеријанској црквеној организацији, а њена мајка Џен Мондејл.
Похађала је приватну Школу медија и пријатељства у Пенсилванији, а након тога Академију Свети Павле у Сент Полу у Минесоти. Године 1952. дипломирала је на Макалестер колеџу, након чега је почела да ради у Музеју ликовних уметности у Бостону и у Музеју ликовних уметности у Минеаполису.
 27. децембра 1965. године удала се за Волтера Мондејла, кога је упознала на састанку на слепо.
Џоун и Волтер имали су троје деце :
- Тед Мондејл (рођ. 12. октобра 1957), политичар у Минесоти
- Еленор Џејн Мондејл Полинг (19. јануар 1960 — 17. септембар 2011), била је телевизијска и радио водитељска, преминула од канцера[3]
- Вилијам Мондејл (рођ. 27. фебруара 1962) - Помоћник државног тужиоца, у канцеларији министра правде у Минесоти у пероду од 1990–2000. године.

## Политички живот
Џоун Мондејл постала је друга дама Сједињених Америчких Држава 20. јануара 1977. године, заменивши Хепи Рокфелер. На тој позицији била је до краја мандата, 20. јануара 1981. године, када ју је заменила Барбара Буш.

## Уметност
Џоун је била велики заштитник и заступик уметности, због чега је добила надимак Уметница Џоун. Студирала је уметности и радила у галеријама, пре него што је постала друга дама Сједињених Америчких Држава. Године 1972. написала је књигу Политика у уметности где је описала како се политичка дела и говори одражавају у уметничким делима.
Касније, као Друга дама, претворила је потпредседнички дом у изложбу америчке уметности, са делима уметника као што су Роберт Раушенберг, Едвард Хопер, Луиз Невелсон и Ансел Адамс. У то време, била је и председница Савета за уметност и хуманистичке науке.
Као супруга америчког амбасадора у Јапану, са ентузијазмом је промовисала интеркултурно разумевање кроз уметност, преуређивање амбасаде са америчким сликама и организовање тура са двојезичним водичем. Изучава је и јапанску уметност. 
Џоун Мондејл је ауторка збирке есеја о животу у иностранству, Писма из Јапана, која је објављен 1998. године.
Након повратка у Минесоту, Мондејл наставља да прави предмете од керамике и промовише уметност. Она је служила у одборима Минесота оркестра, Уметничког центра Ваокер, Мекалестер колеџа и у одбору Националне галерије портрета. 
Текстилни центар у Минеаполису 2004. године је једну своју галерију назвао Џоун Мондејл, у њену част.

## Смрт
2. фебруара 2014. године породица Мондејл обавестила је јавност да је Џоун отишла у болницу због Алцхајмерове болести. Преминула је наредног дана, 3. фебруара 2014. године у болници у Минеаполису окружена члановима породице.